# 馬息嶺山脈
馬息嶺山脈（朝鲜语：／）是朝鮮半島山脈之一。位列朝鮮的黃海道、江原道，以及京畿道西南部。山高500〜1400米，平均海拔840米。位於临津江流域，幹流及其支流上游的兩個崖壁有瀑布。
馬息嶺山脈的知名山峰有百岩山、齊頭山、楸愛山等。